# 상명대학교 사범대학 부속여자고등학교
상명대학교 사범대학 부속여자고등학교(祥明大學校 師範大學 附屬女子高等學校)는 대한민국 서울특별시 종로구 홍지동에 위치한 사립 고등학교이다. 

## 학교 연혁
- 1937년 12월 1일 : 서울특별시 종로구 중학동 14번지에 계당 배상명 박사가 상명고등기예학원을 창립
- 1939년 2월 23일 : 상명실천여학교로 승격 인가됨
- 1945년 7월 15일 : 재단법인 상명학원 인가로 상명여자상업학교로 승격 인가 받음
- 1945년 11월 11일 : 상명고등여학교(5년제)로 전환 인가 받음
- 1946년 1월 31일 : 서울특별시 용산구 한강로 1가 50번지의 교사로 이전
- 1946년 10월 1일 : 상명여자중학교(6년제)로 전환
- 1951년 9월 1일 : 상명여자중학교와 상명여자고등학교로 분리
- 1953년 11월 1일 : 계당 배상명 박사가 체류 중 미국 정부로부터 정식 인가를 내어 미국내 상명학원재미재단을 설립
- 1964년 4월 18일 : 재단법인 상명학원을 학교법인 상명학원으로 조직 변경함
- 1965년 5월 1일 : 서울특별시 종로구 홍지동에 신축 교사 착공(대지 118,600평)
- 1966년 12월 19일 : 상명여자사범대학 부속여자중고등학교(2학급씩 6학급) 인가 받음
- 1967년 3월 7일 : 상명여자사범대학 부속여자중고등학교 개교, 초대 교장에 이재기 선생 취임
- 1967년 6월 10일 : 교가 제정(박성규 작사, 나운영 작곡)
- 1968년 12월 20일 : 부속여자중고등학교 신축 교사 낙성(5층 1,759.98평)
- 1970년 1월 16일 : 제1회 졸업식
- 1984년 3월 1일 : 상명여자사범대학 부속여자고등학교로 교명 변경
- 1987년 3월 1일 : 상명여자사범대학 사범대학 부속여자고등학교로 교명 변경
- 1996년 3월 1일 : 상명대학교 사범대학 부속여자고등학교로 교명 변경
- 1999년 12월 29일 : 세심관 준공
- 2022년 1월 27일 : 제53회 졸업식(졸업생 154명, 누계 23,259명)
- 2022년 9월 1일 : 제12대 교장에 한경태 선생 취임

## 참고 자료
- 상명대학교 사범대학 부속여자고등학교 - 한국교육학술정보원 학교알리미